# Teodora Cantacuzena
Teodora Cantacuzena (in greco Θεοδώρα Καντακουζηνή?; 1340 circa – dopo il 1390) era l'imperatrice consorte di Alessio III di Trebisonda.

## Biografia
Teodora è considerata una figlia di Niceforo Cantacuzeno, sebastokratōr. Secondo la Storia del loro parente Giovanni VI Cantacuzeno, Niceforo fu imprigionato per ordine di Alessio Apocauco, uno dei principali consiglieri di Anna di Savoia nella guerra civile contro Giovanni VI, nel 1341. Niceforo fu poi rilasciato e registrato come governatore di Adrianopoli negli anni '50 del XIV secolo, dopo essere stato nominato sebastokratōr. Donald Nicol sostiene che Niceforo sia un cugino dell'imperatore Giovanni VI. L'identità della madre di Teodora è sconosciuta.
Quando il deposto imperatore di Trebisonda Michele fu inviato, dopo un periodo di prigionia, a Costantinopoli, fu accompagnato dal tatas tēs aulēs Michele Sansone, incaricato di trovare una moglie adatta al nuovo sovrano, Alessio III. Donald Nicol presume che sia stato l'imperatore bizantino Giovanni VI a dirigere la ricerca, "poiché la moglie trovata era la figlia di suo cugino" La donna raggiunse Trebisonda il 3 settembre 1351 e il 28 settembre sposò Alessio. Si sposarono nella chiesa di Hagios Eugenios, appena ricostruita. Al suo nuovo marito mancava circa una settimana al suo tredicesimo compleanno; si ritiene probabile che Teodora avesse un'età simile.
Ciò che sappiamo della sua vita di imperatrice si basa soprattutto sulla Cronaca di Michele Panareto, che è sempre molto sintetica. La sua Cronaca cita Teodora per nome sei volte, compreso il resoconto del suo matrimonio e della sua morte; altre due volte è menzionata solo con il suo titolo di despoina (signora); e negli avvisi delle nascite dei due figli di Alessio, il suo nome è omesso. Accompagnò Alessio durante la guerra civile: quando marciò contro Giovanni Tzanitches e soppresse la sua rivolta nel marzo 1352; accompagnò sia Alessio che sua madre Irene quando navigarono contro il Megaduca ribelle Niceta Scolario nel 1355; accompagnò di nuovo entrambi quando fuggirono da un'epidemia di peste nera a Trebisonda nel marzo 1362 e partecipò al matrimonio di sua figlia Anna sia con Alessio che con sua madre nel giugno 1367. L'unica nota di Panareto su Teodora che non può essere spiegata come parte del suo ruolo di moglie o imperatrice è la sua sorprendente partecipazione al corteo funebre per il figlio illegittimo di Alessio, Andronico, insieme alla sua rivale, sua madre; Andronico era morto in circostanze sospette dopo essere caduto dalla cittadella il 14 marzo 1376.
Alessio morì il 20 marzo 1390. Teodora gli sopravvisse, ritirandosi in un monastero a Costantinopoli. È probabilmente la suora "Teodosia Cantacuzena" che il patriarca Matteo I descrive come "la defunta imperatrice d'Oriente" in un documento del giugno 1400 riguardante il denaro che la suora aveva lasciato in eredità per la costruzione di uno xenodochio o ospizio in città.

## Discendenza
Teodora ed Alessio ebbero sette figli:
- Anna (1357 - dopo il 1406), che sposò Bagrat V, re della Georgia;
- Basilio (Settembre 1358-1377);
- Manuele III (1364-1417), imperatore di Trebisonda dal 1390 al 1416, sposò Gulkhan-Eudocia di Georgia;
- Eudocia, che sposò in prime nozze Tajeddin, emiro di Limnia, e in seconde nozze il principe serbo Costantino Dragaš;[8]
- Maria, che sposò Suleyman Beg, emiro di Chalybia;

- Una figlia di nome non noto, che sposò Mutahharten, emiro di Erzincan;
- Una seconda figlia senza nome, che sposò Kara Osman, capo degli Ak Koyunlu.

I ritratti di lei e di suo marito Alessio sono presenti su due crisobolle: una per il monastero di Dionysiou sul Monte Athos, datata settembre 1374, e una per il Monastero di Sumela fuori Trebisonda, datata dicembre 1364. Un ritratto di Teodora e Alessio era dipinto su una parete della chiesa di Panagia Khrysokephalos a Trebisonda, ma è stato distrutto dopo che Texier ne aveva fatto un disegno negli anni '70 del XIX secolo.